# Бларамберг, Иван Павлович
Иван Павлович Бларамберг (1772, Фландрия — 31 декабря 1831, Одесса, Херсонская губерния) — археолог, один из первых исследователей древностей на побережье Чёрного моря, основатель Одесского музея и директор Керченского музея древностей.

## Биография
Иван Павлович Бларамберг родился во Фландрии в 1772 году. В 1786 году вступил в голландскую военную службу, через два месяца был произведён в офицеры, участвовал почти во всех военных делах тогдашнего времени, в частности, в войне за штатгальтера принца Вильгельма Оранского. В 1792 году был взят в плен, из которого освободился только три года спустя, во время французского вторжения в Германию и образования Батавской республики. Практически сразу после освобождения, в 1795 году, Бларамберг поступил на службу к английскому военачальнику, формировавшему тогда из остатков войск новые батальоны против французов.
В 1796 году он проживал во Франкфурте-на-Майне, а весной 1797 года отправился с согласия английского правительства в Россию и в июне был уже в столице Российской империи городе Санкт-Петербурге. В Петербурге он оставался недолго и затем переехал в Москву, где пробыл до 1804 года, состоя все это время на службе у англичан.
В 1804 году он перешел в русскую службу и был назначен помощником редактора в десятую комиссию по составлению законов. В 1805 году И. П. Бларамберг получил должность референдария, в 1806 году произведен в коллежские асессоры «за систематическое извлечение из иностранных законодательств статей по гражданскому праву», а в 1807 году получил отставку с чином надворного советника. В 1808 году Бларамберг был принят на службу прокурором коммерческого суда в городе Одессе, в 1810—1811 годах был таможенным инспектором Херсонской губернии, затем был причислен к герольдии, а в 1812 году назначен начальником одесского таможенного округа.
В 1824 году Иван Павлович Бларамберг вышел в отставку, но через год был назначен чиновником особых поручений при генерал-губернаторе Новороссии князе Михаиле Семёновиче Воронцове, который ему покровительствовал.

## Занятия археологией
С 1812 года став постоянным жителем города Одессы, он весьма сблизился с местными изыскателями древностей, И. А. Стемпковским, А. Ф. Никовулом и П. Дюбрюксом и глубоко пристрастился к археологии Южной России и по своим многочисленным и плодотворным трудам справедливо может быть поставлен наряду с названными археологами, положившими прочное начало позднейшим археологическим изысканиям не только на юге России, но и на всем её пространстве.
Объезжая край по служебным обязанностям, Бларамберг заинтересовался рассеянными здесь остатками старины и стал серьёзно заниматься археологией.
В то же время, по представлению князя Воронцова, Император Российской империи Александр I повелел «учредить музей для хранения накопившихся предметов древности», после чего были открыты музей в Одессе (9 августа 1825 года) и музей в Керчи (2 июня 1826 года), основанный П. Дюбрюксом. Бларамберг был назначен директором двух музеев и посвящал немало трудов и времени для их обустройства.
Благодаря раскопкам и многосторонней разработке археологической литературы Бларамбергу удалось достигнуть значительных научных результатов. Так, основываясь на псефизмах и надписях, он открыл существование пятисоюзия, составленного из городов и портов западного берега Чёрного моря в следующем порядке: Томи (Кистенджи), Каллатия (Мангалия), Одиссос (Варна), Месемврия и, наконец, Аполлония (Сизополи). Он первый разработал нумизматику Ольвии и соседних с ней древнегреческих поселений, а также точно определил местоположения целого ряда древних городов, крепостей и селений: Тиры, Никонии, Фиска и других.
Иван Павлович Бларамберг скончался 31 декабря 1831 года в Одессе.